# Гай, Джеффри Колин
Джеффри Колин Гай (англ. Geoffrey Colin Guy, CMG, CVO, OBE; 4 ноября 1921 — 1 декабря 2006) — британский колониальный и государственный деятель, губернатор Доминики (1967).

## Биография
В годы Второй мировой войны служил в составе Королевских военно-воздушных сил, выполняя задачи разведывательной аэрофотосъёмки, участник Бирманской операции.
В послевоенное время являлся окружным комиссаром в Сьерра-Леоне, отвечал за нейтрализацию антиколониальной активности местного населения.
В 1958—1958 гг. — комиссар, 1959—1965 гг. — администратор островов Теркс и Кайкос. На этот период пришёлся разрушительный ураган Донна (1960), нанесший серьёзный ущерб местному сельскому хозяйству. Также был управляющим соляной промышленности на островах и использовал прибыль для строительства взлётно-посадочных полос; заложить основу для ныне ключевой отрасли экономики — туризма.
- 1965—1967 гг. — администратор (1965—1967), губернатор Доминики[1],
- 1973—1976 гг. — администратор Острова Вознесения,
- 1976—1980 гг. — губернатор острова Святой Елены. В 1977 г. выступил инициатором создания судоходной компании St. Helena Shipping Company и строительства первого почтового корабля Royal Mail Ship «Святая Елена».

В 1980 г. он был избран в первый автономный парламент Святой Елены и занимал должность его спикера до выхода на пенсию в 1985 г.
Выйдя на пенсию, проживал на острове в Фарс Лодже.
Автор мемуаров «Война Джеффри Гая» (2012).